# André Wiss
Pour les articles homonymes, voir Wiss.
André Wiss est un footballeur français, né le 8 mai 1959 à Colmar dans le département du Haut-Rhin. Il joue au poste d'attaquant du milieu des années 1970 au début des années 1990.
Il remporte avec le RC Strasbourg le championnat de France de football D2 en 1977 et le championnat de France de football en 1979 et connaît neuf clubs durant sa carrière.

## Biographie
André Wiss commence le football au sein du club amateur des SR Bergheim en 1972 puis, rejoint, l'année suivante, les SR Colmar. Après une saison dans ce club, il intègre le centre de formation du RC Strasbourg. Il remporte en fin d'année la coupe nationale des cadets avec ses coéquipiers, les Strasbourgeois s'imposent sur l'Olympique de Marseille sur le score de deux à un.
Il intègre l'effectif professionnel l'année suivante et débute en division 2 le 4 septembre 1976, alors qu'il n'a pas encore dix-sept ans, dans un match opposant le Racing au FC Tours. Il entre en jeu en remplacement, à la 28e minute, de Michel Sénéchal et les Strasbourgeois l'emporte sur le score de cinq à un. Le 20 février 1977, il marque ses premiers buts sous le maillot strasbourgeois, un doublé face à Saint-Dié. En fin de saison, le RC Strasbourg remporte le groupe B de division 2 et retrouve la division 1. André Wiss marque également en finale de la division 2 où le RC Strasbourg s'impose face à l'AS Monaco sur le score de trois à un sur les deux matchs.
La même année, André Wiss participe à la Coupe du monde des moins de 20 ans avec l'équipe de France juniors. Il joue deux rencontres et inscrit un but contre le Mexique à la 64e minute. La France est cependant éliminée au premier tour de la compétition.
En division 1, il ne fait que des brèves apparitions lors de la saison 1977-1978 et lors de l'année du titre en 1979. Il dispute cependant la demi-finale de la coupe de France où le Racing est éliminé par l'AJ Auxerre, alors en division 2. L'année suivante, il dispute seize rencontres du championnat, comme ailier ou avant-centre, mais ne joue aucune rencontre de coupe d'Europe des clubs champions. La même année, il remporte avec la réserve le championnat de France de division 3 groupe Est et, en fin de saison, dispute le tournoi de Toulon avec l'équipe de France espoirs. Les Français s'inclinent en finale, deux à un après prolongations, face aux Brésiliens,. 
L'année suivante, il est prêté au FC Metz, autre club de division 1. Il dispute avec les Messins 24 matchs de championnat en étant titulaire à 21 reprises. Il marque cinq buts dont un face à ses anciens coéquipiers.
Il est ensuite transféré au FC Mulhouse, club de division 2, et réussit une année pleine, le club termine deuxième du groupe B avec la meilleure attaque des deux groupes et parvient à monter en division 1 en battant en barrages le CS Thonon puis Valenciennes FC (6-3 sur les deux matchs). Le club est promu en division 1 mais André Wiss n'est pas conservé à la suite du recrutement des attaquants Salah Assad, Daniel Sanchez et Roland Wagner. André Wiss signe alors au Racing Paris 1 et réalise en 1983 une belle saison en terminant meilleur buteur du club avec 13 buts, le Racing échoue cependant dans la course aux barrages en finissant 4e.
La saison suivante, il retourne au FC Mulhouse qui vient d'être relégué en division 2. le club effectue un recrutement de qualité en engageant Didier Six et Kees Kist comme autres attaquants. Les Mulhousiens échouent cependant dans leur tentative de remontée immédiate en finissant 7e du championnat et André Wiss s'engage alors avec le FC Sète avec qui il reste deux ans.
Il enchaîne ensuite les clubs et signe à l'En avant Guingamp puis au FC Martigues et enfin à l'US Créteil où il arrête sa carrière professionnelle en fin de saison 1991 qui voit le club être relégué.

## Palmarès
- Champion de France en 1979 avec le RC Strasbourg.
- Champion de France de division 2 en 1977 avec le RC Strasbourg.
- Vainqueur de la coupe nationale des cadets en 1976 avec le RC Strasbourg.
- Finaliste du tournoi de Toulon en 1980 avec l'équipe de France espoirs.

## Carrière
Le tableau ci-dessous résume les statistiques en match officiel d'André Wiss durant sa carrière de joueur professionnel,,. 
| Saison                | Club                  | Championnat           | Championnat | Championnat | Coupe(s) nationale(s) | Coupe(s) nationale(s) | Sélection      | Sélection | Sélection | Total | Total |
| Saison                | Club                  | Division              | M.          | B.          | M.                    | B.                    | Équipe         | M.        | B.        | M.    | B.    |
| 1976-1977             | RC Strasbourg         | Division 1            | 10          | 5           | 3                     | 1                     | -              | -         | -         | 13    | 6     |
| 1977-1978             | RC Strasbourg         | Division 1            | 3           | 0           | 2                     | 0                     | -              | -         | -         | 5     | 0     |
| 1978-1979             | RC Strasbourg         | Division 1            | 2           | 0           | 4                     | 2                     | -              | -         | -         | 6     | 2     |
| 1979-1980             | RC Strasbourg         | Division 1            | 16          | 1           | 1                     | 0                     | France espoirs | 4         | 1         | 21    | 2     |
| 1980-1981             | FC Metz               | Division 1            | 24          | 5           | 5                     | 2                     | -              | -         | -         | 29    | 7     |
| 1981-1982             | FC Mulhouse           | Division 2            | 33          | 17          | 5                     | 0                     | -              | -         | -         | 38    | 17    |
| 1982-1983             | Racing Paris 1        | Division 2            | 33          | 13          | 7                     | 3                     | -              | -         | -         | 40    | 16    |
| 1983-1984             | FC Mulhouse           | Division 2            | 29          | 5           | 7                     | 0                     | -              | -         | -         | 36    | 5     |
| 1984-1985             | FC Sète               | Division 2            | 30          | 9           | 2                     | 0                     | -              | -         | -         | 32    | 9     |
| 1985-1986             | FC Sète               | Division 2            | 34          | 4           | 2                     | 0                     | -              | -         | -         | 36    | 4     |
| 1986-1987             | EA Guingamp           | Division 2            | 23          | 6           | -                     | -                     | -              | -         | -         | 23    | 6     |
| 1987-1988             | FC Martigues          | Division 2            | 28          | 4           | -                     | -                     | -              | -         | -         | 28    | 4     |
| 1988-1989             | US Créteil            | Division 2            | 32          | 6           | 3                     | 0                     | -              | -         | -         | 35    | 6     |
| 1989-1990             | US Créteil            | Division 2            | 26          | 5           | -                     | -                     | -              | -         | -         | 26    | 5     |
| 1990-1991             | US Créteil            | Division 2            | 25          | 1           | -                     | -                     | -              | -         | -         | 25    | 1     |
| Total sur la carrière | Total sur la carrière | Total sur la carrière | 348         | 81          | 41                    | 8                     | -              | 4         | 1         | 393   | 90    |